# 神田草平
神田 草平（かんだ そうへい、1941年6月12日 - 2023年5月29日）は、日本の実業家。CKD元社長、一般社団法人日本フルードパワー工業会（JFPA）元中部支部長。

## 経歴・人物
1941年の生まれ。山口県下松市の出身である。山口県立徳山高等学校卒業。1964年3月に山口大学経済学部を卒業。同年4月にCKDに入社、後に同社代表取締役社長になる。2005年6月に同社相談役に就任した。2010年6月12日退職。
東海山口県人会会長である。
2023年5月29日、誤嚥性肺炎のため死去。81歳没。

## 業績・研究
- 『分散から集中そして成長から高効率へ』( 日本工業出版、2000年)[6]
- 中国における生産会社設立

中国江蘇省無錫市の市内に無錫市機械資産経営有限公司との合弁で「無錫喜開理気動工業有限公司」を運営していたが、今後の中国市場の発展拡大に伴う生産対応及び世界市場への積極的な販売促進を目的に、グローバルな生産拠点が不可欠と考え、中国江蘇省無錫市の無錫国家新技術産業開発区(工業新区)の新会社の設立に携わった。